# ニッチェ (お笑いコンビ)
ニッチェは、マセキ芸能社所属のお笑いコンビ。

## メンバー
江上 敬子（えのうえ けいこ、1984年〈昭和59年〉9月17日 - ）（40歳）
ボケ・ネタ作り担当、立ち位置は向かって左。
- 本名は、松下 敬子（まつした けいこ）。
- 島根県鹿足郡日原町（現・津和野町）出身、島根県立益田高等学校卒業。
- 血液型AB型。身長156 cm、体重83 kg。BWHはそれぞれ114cm、111.5cm、110cm。太め体形で、チリチリのお団子頭をトレードマークとする。
- 上京前は、島根県益田市でミュージカルの舞台に出演していたことがあった。
- どれだけ髪の毛を引っ張られても痛くないらしく、テレビやライブで披露したこともある。
- R-1ぐらんぷり2009にて準決勝進出。
- 2014年5月にバラエティ番組『ダウンタウンDX』（日本テレビ）出演の際、彼氏との同棲を明かし、結婚するつもりとも宣言していたが同年7月13日放送の『さんまのSUPERからくりTV』（TBSテレビ）内のコーナー「芸能人かえうた王SP」へ出演時、彼氏から「バンドと両立できない」という理由で破局したことを明かした。
- 2015年6月、9歳年上の一般男性と婚約。9月16日、婚姻届を提出。
- 2020年5月29日、第1子妊娠を報告。9月5日、第1子男児を出産。
- 2022年7月5日、第2子妊娠を報告。10月27日、第2子女児を出産。

近藤 くみこ（こんどう くみこ、1983年〈昭和58年〉1月4日 - ）（42歳）
ツッコミ担当、立ち位置は向かって右。
- 三重県四日市市出身、私立暁高等学校卒業。
- 血液型O型。身長152 cm、体重65 kg。BWHはそれぞれ104cm、96cm、96cm。体脂肪率41％。
- 自称体脂肪率が江上が44％、近藤が33％でこれをツカミとして取り入れたことがある。
- 2020年9月12日放送のバラエティ番組『さんまのお笑い向上委員会』（フジテレビ）へ出演。同番組のプロデューサーと約1年間極秘交際を続けており、婚約したことを明かした。同年11月1日に結婚。

## 来歴
- 日本映画学校（現・日本映画大学）出身の2人によって結成。ここでの漫才の授業でコンビを組んだのが結成のきっかけとなった[14]。
- 元々女優志望で2人は同校に入学したが、卒業間近になって進路相談の時に「お前らは女優なんて無理だ。お笑いに行け」と言われて芸人になった。なお、この忠告をしたのは同校の先輩でもある内村光良（ウッチャンナンチャン）の恩師だった。2005年頃から活動を開始、当初はフリーのまま賞金の出るお笑いライブに参加して稼ぎをしていた。
- コンビ名の由来は2人が出会った日本映画学校から。ニチエイ→ニチェイ→ニッチェになったが、あまり格好良くないということでドイツの哲学者・フリードリヒ・ニーチェからとったと話している。
- 2011年1月からマセキ芸能社に所属となり、マセキユースメンバーとなる。芸歴・実績上では正式所属の水準にありながら、事務所預かり扱いのユースメンバーのままである。
- 2018年12月10日放送の『女芸人No.1決定戦 THE W』（日本テレビ）では準決勝進出で次点となったが、決勝に進出したよしこ（ガンバレルーヤ）が下垂体腺腫診断で手術となったため一時休養、出場辞退となったためにニッチェが繰り上げで決勝進出を果たした（2年連続の決勝戦出場）[15][16]。この回の結果は前年より1つ順位を上げての3位。
- 2018年12月5日、CD『iiwake/HONNE』をリリースし、CDデビュー[17][18]。

## 芸風
- コントと漫才[19]共に演じる。江上は欲張りな海女に扮するキャラクターを持ち、インタビューのコントなどで登場する。違うテーマのコントにおいても海女が登場することがある[20]。NHK連続テレビ小説の『あまちゃん』が放送される前からこのネタがあり、「時代が追いついた」とブームに乗じてしばらくこのネタを中心としていた。
- 実年齢は江上の方が2学年下だがおばちゃんに扮することが多く、近藤は若い子に扮する機会が多い[21]。
- 江上は童謡やヒット曲といった色々な曲を、ゴスペル調など渋めに歌い上げるという芸を持つ[22]。
- キレ芸に入ってそれを抑える時のポジションは、2人ともその芸に入ることがあるので特に決まってはいない。
- 設定が海岸のコントなどで、2人揃ってビキニ姿で登場することがあった。

## エピソード
- 江上はネタのリハーサル中に大怪我をしたことがある。テレビで漫才を演じる際に動きが悪いということで、2人で練習した時に江上が突如悲鳴を上げ確認してみると両膝が変形（膝が外れていた）していたので病院へ急行、すぐさま入院。診断結果は「膝蓋骨脱臼による内側膝蓋大腿靭帯損傷」[23]で、診察した病院の医師も大変驚いていたという[24]。
- 真空ジェシカ川北の持ちギャグに、顔面が毛玉、お団子に相当する部分が江上の顔写真という「逆ニッチェ」がある[25]。

## 出演

### 現在のレギュラー番組
- 王様のブランチ（2017年10月14日 - 、TBSテレビ）隔週レギュラー
- スイッチ（[いつから?] - 、東海テレビ）隔週水曜
- OCHA NORMAの お茶の間さまの言うとおり（2022年3月31日 - 、BSJapanext）
- ノンストップ!（[いつから?] - 、フジテレビ）江上のみ・隔週水曜
- カイモノラボ（2025年4月2日 - 、TBSテレビ）

### 準レギュラー・不定期出演
- タモリ倶楽部（テレビ朝日）- 不定期出演。主に食べる企画（江上のみ出演も含む）
- 潜在能力テスト（フジテレビ）江上のみ
- キニナル金曜日（TBSテレビ）

### 舞台
- 姉さんは、暖炉の上の、壺の中—My Sister Lives on the Mantelpiece（2024年11月21日 - 12月1日〈予定〉、CBGKシブゲキ!!） - ファーマー先生 役[26]

### 過去

#### バラエティ
- 爆笑トライアウト（2009年7月7日、NHK総合）
  - 会場審査で2位 (425TP) となり、オンバト挑戦権獲得。視聴者投票は3位（623票）。
- 爆笑オンエアバトル（NHK総合）戦績2勝0敗 最高489KB
  - 番組で最後にオンエアされた女性芸人である。
- オンバト+（NHK総合）戦績9勝3敗 最高521KB（女性芸人としては最高KB[27]）
  - 2014年2月1日放送回（愛知県春日井市収録）では457KBという高得点を記録しながら6位オフエアとなり、番組内のオフエア最高KBを記録してしまった[28]。これは「爆笑オンエアバトル」の記録を含めても2番目に高い数字となっている[29]。また、奇しくもこの回が通常回においては最後の出場となってしまった。
- 爆笑レッドカーペット （フジテレビ） - 2008年8月6日初出演。キャッチコピーは「かくしきれないこの魅力」
  - 2012年2月18日放送分でレッドカーペット賞受賞。
  - コラボカーペットでは、長友光弘（響）と共演。
- モバタレGREAT（日本テレビ）
  - GO!SHIODOMEジャンボリー内の「GO!GO!ステージ」において、2008年8月19日に行われた『モバタレGREAT お笑い祭り』でネタ見せをした12組の中から、南明奈によってこの日の1番に選ばれてレギュラー出演権を獲得。同年9月3日放送の回からレギュラー出演。この番組でも、2人ともビキニ姿またはスクール水着姿で出演したことがあった。
- 賢コツ!! （2008年11月15日・2009年3月7日、テレビ朝日）
- エンタの天使（2009年3月4日（第9回）、日本テレビ）- キャッチコピーは「太っとびキャラ暴走」
- 新しい波16（2009年3月9日、フジテレビ）-  [30]
- ふくらむスクラム!!（フジテレビ）
- スクール革命!（2009年9月27日、日本テレビ）
- 1ばんスクラム!!（フジテレビ）
- モエヤンの「ありがとうごじゃいます」[リンク切れ]（2011年8月29日、あっ!とおどろく放送局）
- お笑いDynamite!（2011年12月29日、TBSテレビ）
- ぐるぐるナインティナイン（2012年1月1日、日本テレビ）「おもしろ荘へいらっしゃい!」
- 初笑い東西寄席（2012年1月3日、NHK総合テレビ）
- 東京都さまぁ〜ZOO（2012年1月11日、テレビ東京）
- 桂三枝の演芸図鑑（2012年1月22日、NHK総合テレビ）
- ダウンタウンのガキの使いやあらへんで!!（2012年1月29日、日本テレビ）
- ロンドンハーツ（2012年2月21日、テレビ朝日）- 「ラブマゲドン」「本当はいい女グランプリ」など（江上、近藤個別に出演）
- リンカーン（2012年6月19日、TBSテレビ）
- お願い!ランキング（2012年8月8日、テレビ朝日） - 江上のみ
- オールスター感謝祭（2012年9月29日、TBSテレビ）
- ニッチェのお通しカット（2012年11月21日 - 、ニコジョッキー）-  月1回の出演
- くりぃむクイズ ミラクル9（2013年2月27日、テレビ朝日） - 江上のみ
- 幸せの黄色い仔犬（2013年3月10日・2013年4月21日、中京テレビ）
- VS嵐（2013年6月20日、フジテレビ）
- ヒルナンデス!（2013年10月 - 2018年9月、日本テレビ）- 金曜日コーナーレギュラー
- オールスター後夜祭（2018年10月7日[31]、TBSテレビ）
- ニッチェのHONNE TALK!（2018年12月から1ヶ月限定、JFN PARK）
- スマイルすきっぷ〜明日の元気をフルチャージ!〜（2019年9月13日、TBSテレビ）
- ゴゴスマ -GO GO!Smile!-（CBCテレビ、2013年4月 - 2021年3月24日）- 水曜日レギュラー
- 鉄オタ選手権 JR西日本・山陰の陣（2023年7月21日、NHK BSプレミアム）

#### テレビドラマ
- 恋愛ニート〜忘れた恋のはじめ方（2012年2月24日、TBSテレビ）- 下着ショップ店員 役（江上のみ）
- テレビ未来遺産“終戦69年”ドラマ特別企画 遠い約束〜星になったこどもたち〜(2014年8月25日、TBSテレビ）（江上のみ）
- 金の殿 〜バック･トゥ･ザ･NAGOYA〜第4話（2017年2月3日、CBCテレビ）- 三橋スミレ 役（江上のみ）
- 戦争めし（2018年8月11日、NHK BSプレミアム）- 小川芳美（江上のみ）
- ひみつ×戦士 ファントミラージュ! 第6話（2019年5月12日、テレビ東京）- 尾花香 役（江上のみ）
- 背徳の夜食（2019年9月29日〈28日深夜〉、フジテレビ）- 主演（江上のみ）[32]
- エ・キ・ス・ト・ラ!!! 第4話（2020年2月7日〈6日深夜〉、関西テレビ）- 吉本佳代子 役（江上のみ）
- トーキョー製麺所（2021年9月8日 - 10月13日、毎日放送・TBSテレビ）- 黄本節子 役[33]（江上のみ）
- 日本沈没-希望のひと- 第7話（2021年11月28日、TBSテレビ） - 生島自動車 秘書 役（近藤のみ）
- アナタの悩みを名画が解決!? ドラマチック美術館（2022年2月9日、NHK BSプレミアム）- 主役（一人四役、江上のみ）
- 孤独のグルメ〜美味しいけどホロ苦い…井之頭五郎の災難〜「テイクアウト編」（2022年3月31日、Paravi/4月1日、ひかりTV） - 女性 役（江上のみ）[34]

#### 映画
- 地獄の花園（2021年5月21日公開、ワーナー・ブラザース） - 大柴姉妹 役（近藤のみ）[35]

#### テレビCM
- アサヒビール「クリアアサヒ」（2011年、2012年、2022年 - ）- 上戸彩の友人 役[36]（近藤のみ）
- 山陰合同銀行（2017年7月1日 - ）（江上のみ）[37]
- 生活協同組合ユーコープ「おうちCO・OP」（2022年2月 - ）（江上のみ）

## DVD
- ニッチェ「こんぺいとう」（2011年12月21日発売）

## CD
- iiwake／HONNE（2018年12月5日発売、キングレコード）
- 収録曲

1. iiwake
2. HONNE
3. TATEMAE　※ボーナス・トラック
4. iiwake（カラオケ）
5. HONNE（カラオケ）

全曲、作詞：ニッチェ、作曲：田靡達也

## 書籍
ニッチェ江上 名義
- ニッチェ 江上敬子のダンナやせごはん 胃ぶくろをつかむ、嫁ラクレシピ！（2016年6月10日、KADOKAWA）[38]

## 受賞
- ライブ！お笑いスター誕生！！ 2008年度グランドチャンピオン　第16,23,25,30,32,34,37,38,39,40,42回 優勝（2007年4月21日 - 2009年6月21日）[39]
- 関東女子お笑い選手権　関東お笑い女王決定戦〜2008春〜 優勝（2008年4月5日）[40]
- 全日本女子お笑い選手権 優勝（2008年12月23日）[41]
- 第2回お笑いハーベスト大賞 優勝（2011年7月24日）[42]
- 平成23年度NHK新人演芸大賞演芸部門大賞 （2011年10月14日）[43]